# Liá
Liá är en ort i Grekland.   Den ligger i prefekturen Thesprotia och regionen Epirus, i den nordvästra delen av landet, 300 km nordväst om huvudstaden Aten. Liá ligger 657 meter över havet och antalet invånare är 163.
Terrängen runt Liá är kuperad åt sydost, men åt nordväst är den bergig. Runt Liá är det glesbefolkat, med 12 invånare per kvadratkilometer. Närmaste större samhälle är Parakálamos, 17,6 km nordost om Liá. I omgivningarna runt Liá växer i huvudsak blandskog.